# Каган, Моисей Аронович
Моисей Аронович Каган (1904, Чуднов — 26 февраля 1940, Москва) — сотрудник органов государственной безопасности СССР, майор ГБ, член ВКП(б). В 1937 году был председателем «тройки» УНКВД по Азово-Черноморскому краю. Был расстрелян в ходе сталинских репрессий, не реабилитирован.

## Биография
Родился в 1904 году в Чуднове Волынской губернии, где окончил пять классов гимназии. Еврей. С 1919 по 1922 год служил в Красной армии. С 1923 по 1931 год работал районным уполномоченным Волынского губернского Совета профсоюзов, в Дорожно-транспортном отделе ГПУ Юго-Западной железной дороги и в ГПУ при СНК Украинской Советской Социалистической Республики. В 1927-м году вступил во Всесоюзную коммунистическую партию большевиков. В 1932 году перешел на службу в Секретно-политическое ОГПУ при СНК СССР, был начальником II отделения. С 21 апреля 1935 по август 1936 года занимал должность начальника третьего отделения Секретно-политического отдела ГУГБ НКВД СССР.
5 декабря 1935 года вступил в должность капитана госбезопасности, а 13 апреля 1937 года получил звание майор ГБ, работая помощником начальника Управления НКВД по Азово-Черноморскому краю. В августе 1937-го получил повышение и стал заместителем начальника, одновременно в июле-октябре 1937 года — председатель «тройки» при УНКВД по АЧК. С октября 1937 по апрель 1938 года работал в управлении НКВД сначала по Хабаровской области, затем — по Дальневосточному краю.
3 мая 1938 года арестован и 26 февраля 1940 года расстрелян по приговору Военной коллегией Военного суда СССР. В апреле 2013 года признан не подлежащим реабилитации.

## Награды
- Знак «Почетный работник ВЧК-ГПУ(V)» (1931);
- Знак «Почетный работник ВЧК-ГПУ (XV)» (1934);
- Орден Ленина (1937)[1].